# Arwa al-Sulayhi
Arwa al-Sulayhi, nome completo Arwā bint Aḥmad ibn Muḥammad ibn Jaʿfar ibn Mūsā aṣ-Ṣulayḥī (em árabe: أَرْوَى بِنْت أَحْمَد ابْن مُحَمَّد ابْن جَعْفَر ابْن مُوْسَى ٱلصُّلَيْحِي; Jabal Haraz, 1048 – Jibla, 5 de maio de 1138) foi uma rainha e governante iemenita, primeiro como co-governante ao lado de dois maridos e depois como governante integral de 1067 até 1138. 
Arwa foi a última dos governantes da Dinastia Sulaída e também a primeira mulher a receber o prestigiado título de Hujja, usado dentro do Ismaelismo para se referir a um único indivíduo em qualquer era humana que representa a "prova" da existência de Deus para a humanidade. É popularmente chamada de As-Sayyidah Al-Ḥurrah (em árabe: ٱلسَّيِّدَة ٱلْحُرَّة, lit. 'A Nobre Dama'), Al-Malikah Al-Ḥurrah (em árabe: ٱلْمَلِكَة ٱلْحُرَّة ou Al-Ḥurratul-Malikah (em árabe: ٱلْحُرَّةُ ٱلْمَلِكَة, lit. 'A Nobre Rainha') e Malikat Sabaʾ Aṣ-Ṣaghīrah (em árabe: مَلِكَة سَبَأ ٱلصَّغِيْرَة, lit. 'Pequena Rainha de Sabá').
Como soberana e como mulher, Arwa tem uma posição quase única na história: embora houvesse mais monarcas no mundo muçulmano internacional, Arwa e Asma bint Shihab foram as únicas monarcas no mundo árabe muçulmano a ter o Khutba, o último reconhecimento do status monárquico muçulmano, proclamado em seu nome nas mesquitas. Ela fundou várias mesquitas, a mais proeminente é a Mesquita da Rainha Arwa em Jibla.
Arwa foi a primeira rainha governante do mundo muçulmano. Através de seu título de Hujjah, ela é a única mulher muçulmana a exercer autoridade política e religiosa por direito próprio. Rainha construtora, construiu estradas, escolas e mesquitas, desenvolvendo a economia do reino e apoiando a sua agricultura. Enviou missionários à Índia, onde promoveu o estabelecimento de comunidades ismaelitas, em especial na região do Gujarat.
Sua carreira política basicamente pode ser dividida em quatro partes. A primeira abrange o período de seu casamento com al-Mukarram Ahmad em 1065 até a morte de sua sogra, Asma, em 1074. Durante esse período, não há evidências de que ela detinha algum poder político. A segunda começa após a morte de Asma, e Ahmad começou a delegar todo o poder a Arwa naquele ponto até sua morte em 1086. Terceiro, após sua morte, Arwa exerceu o poder como rainha-mãe de seu filho Abd al-Mustansir, e ela também foi ordenada por al-Mustansir a se casar com Saba' al-Sulayhi (embora nunca consumado) para legitimação e em seguida foi indicava consorte mesmo que ainda detivesse poder real. Finalmente, após a morte de Saba em 1097 ou 1098, Arwa reinou como única governante por direito próprio, sem nenhum homem no comando.

## Nome
O nome 'Arwa', significa "íbex fêmea" (em árabe: أَرْوَى, translit. Arwā'). É também um nome tradicional muçulmano para meninas que significa graça, beleza, leveza e vivacidade. Há alguma controvérsia sobre se este era realmente seu nome verdadeiro. S.M. Stern e Sultan Naji argumentam que o nome verdadeiro de Arwa era Sayyidah, não Arwa. Stern sugeriu uma possível confusão com uma princesa sulaída diferente chamada Arwa, e Naji escreveu que ela é "erroneamente chamada de Arwa".
No entanto, Abbas Hamdani diz que as primeiras fontes ismaelitas de fato a chamam de Arwa, como Idris Imad al-Din e uma versão de Tarikh de Umara ibn Abi al-Hasan al-Yamani. O nome "as-Sayyidah al-Hurrah", ou "a nobre dama", é usado nesses textos como um título honorífico "qualificando o nome Arwa". Hamdani diz que Arwa era provavelmente conhecida de forma intercambiável por ambos os nomes durante sua vida. Samer Traboulsi argumenta que os nomes "Sayyidah" e "Sayyidah Hurrah" são "títulos usados por respeito" e que Arwa era seu nome real.

## Biografia
Arwa nasceu em 1047 ou 1048 da Era Comum (440 Ano da Hégira). Era filha de Ahmad ibn al-Qasim al-Sulayhi e al-Raddah al-Sulayhi. O governante sulaída Ali al-Sulayhi era irmão de seu pai. Seu pai (Ahmad) morreu enquanto ela era jovem (não se sabe a data exata) e sua mãe se casou novamente com 'Amir ibn Sulayman al-Zawahi, um membro de uma tribo aliada que mais tarde se tornaria um dos principais rivais políticos de Arwa. Após a morte de seu pai, Arwa foi criada no palácio real sob a tutela da mãe e do tio Ali
Após a morte de seu pai, Arwa foi criada no palácio real sob Ali e sua mãe até ela casar novamente com Amir. O casal real supostamente percebeu sua inteligência desde cedo e forneceu a ela a melhor educação disponível. Acredita-se que os sulaídas se orgulhavam de prover uma boa educação às mulheres.
Em 1065 ou 1066, Arwa se casou com seu primo por parte de pai, o príncipe herdeiro al-Mukarram Ahmad. Este casamento foi arranjado por Ali logo após a morte de seu filho mais velho e herdeiro original al-A'azz. Como preço de noiva, Ali deu a Arwa a receita líquida anual da cidade de Aden, que totalizou 100  mil dinares.  O valor foi pago pelos emires de Aden, mas mais tarde eles suspenderam o pagamento quando Ali morreu, apenas para ser retomado quando al-Mukarram Ahmad restaurou a autoridade saulaída da cidade.
Arwa teve quatro filhos com al-Mukarram Ahmad: duas meninas, Fatimah (? - 1140), que casou com Ali b. Saba'; Umm Hamdan (? - 1122), que casou com seu primo Ali al-Zawahi; e dois rapazes, Muhammad e Ali, mas ambos morreram ainda criança por volta de 1087.

### Rainha consorte
Em 1067, Ali al-Sulayhi foi morto pelo líder da cidade de Zabide, Sa'id, da Dinastia Najaída. A rainha Asma foi feita prisioneira em Zabide junto com várias outras mulheres. Al-Mukarram Ahmad sucedeu Ali como rei e da'i, trazendo Arwa para o novo posto de rainha consorte. Governantes locais em todo o Iêmen estavam se rebelando contra a autoridade da Dinastia Sulaída, na esperança de aproveitar o vácuo de poder após a morte de Ali. Ahmad passou os anos seguintes fazendo campanha para tentar reafirmar sua autoridade, o que acabou conseguindo.
De acordo com Shahla Haeri e Taef El-Azhari, não há evidências de que Arwa tenha estado em uma posição de autoridade política ou religiosa durante esse período. De acordo com Samer Traboulsi, no entanto, a ausência de al-Mukarram durante sua campanha contínua teria dado a Arwa a chance de desempenhar um papel político.
O papel de Asma bint Shihab neste momento é contestado, assim como sua influência em Arwa. Segundo Fatema Mernissi, Asma foi, de fato, co-governante do Iêmen ao lado de seu marido Ali durante sua vida, e depois foi o poder por trás do trono durante o reinado nominal de al-Mukarram. Taef El-Azhari, no entanto, diz que essa afirmação não tem respaldo em fontes contemporâneas - embora retratem Asma como um indivíduo altamente estimado, há apenas um exemplo de ela realmente estabelecer uma política: em 1063, quando ela conseguiu seu irmão As'ad nomeado como vice na região de Tiama.
Como resultado, segundo El-Azhari, Asma provavelmente não foi uma grande influência na carreira política de Arwa. Por outro lado, Delia Cortese e Simonetta Calderini sugerem que o relato de Umara de Asma convencendo seu filho a declarar guerra contra outra tribo indica que ela exerceu influência política durante seu reinado. As autoras também indicam que Ibne Caldune escreveu que Asma era quem de fato estava no comando durante o início do reinado de seu filho.
Enquanto isso, Shahla Haeri diz que Asma estava "encarregada de assuntos políticos e de governança, controlando informações estratégicas sensíveis e gerenciando todos os assuntos estatais e financeiros" até sua morte, e que Arwa "pode ter aprendido com Asma simplesmente observando-a ou ajudando-a em seus vários deveres oficiais, dada a estreita relação entre as duas mulheres e a facilidade com que Arwa substituiu sua sogra após sua morte".

### 1074-1084: regente por al-Mukarram Ahmad

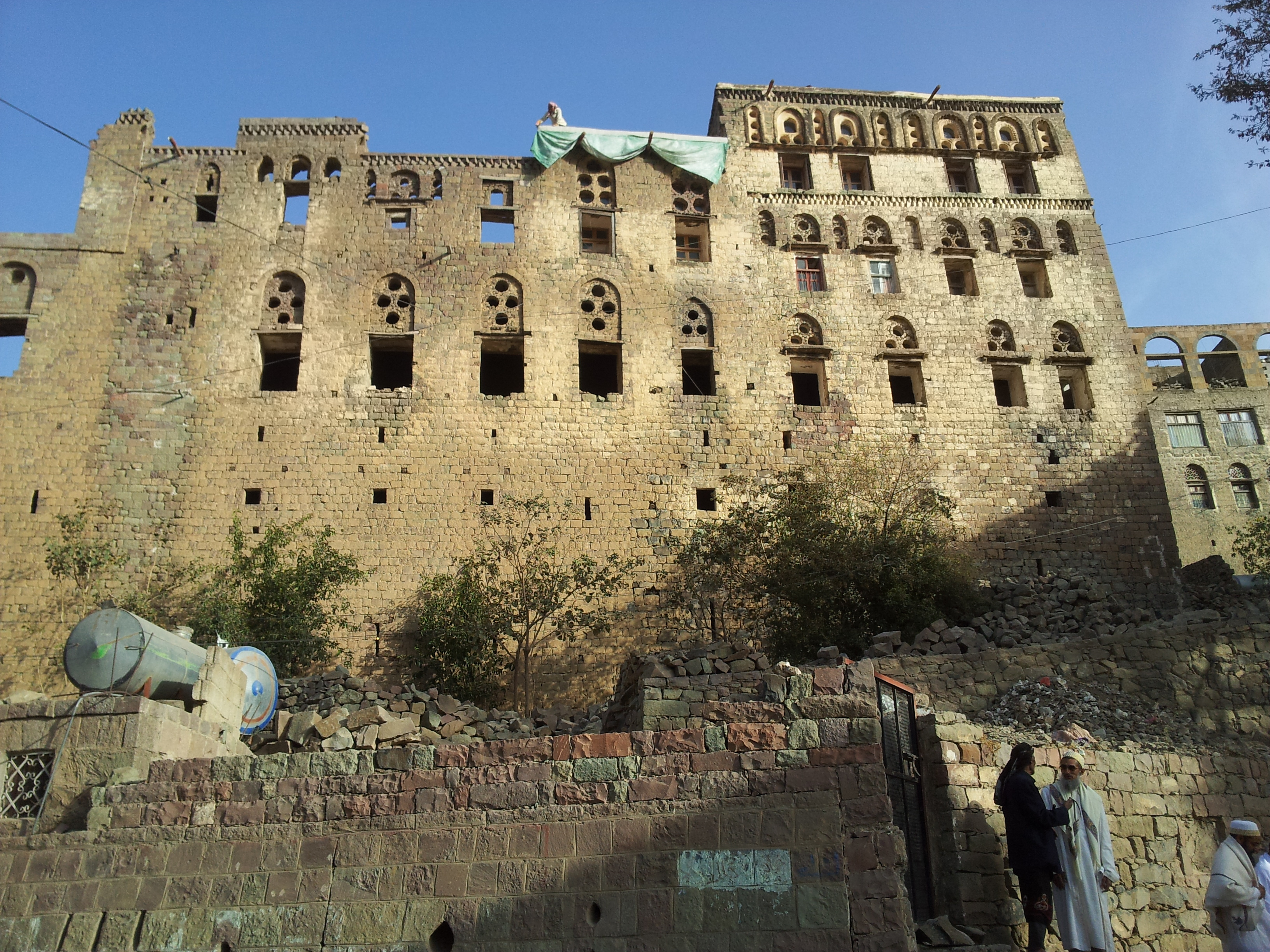
Palácio da Rainha Arwa, Jibla, no Iêmen

A rainha Asma morreu em 1074 ou 1075 e Ahmad ficou acamado devido à paralisia logo depois. A paralisia teria sido causada devido a ferimentos sofridos na batalha em Zabide contra os najaídas no início de seu reinado. Enquanto Ahmad permaneceu como governante por direito do Iêmen, Arwa tornou-se a soberana de fato ao delegar todo o poder a ela.
Segundo Husain Hamdani (1931), Ahmad delegou responsabilidades a Arwa por honrar os conselhos da esposa e por ter fé em sua astúcia e inteligência. Segundo os relatos do século XII de Umara al-Yamani, porém, Ahmad teria tomado essa decisão para "se entregar aos prazeres da música e do vinho" e por querer passar a responsabilidade de governar para sua esposa. Na versão de Umara, Arwa estava relutante em aceitar essa autoridade, dizendo que "uma mulher que [ainda] é desejável na cama não é adequada para administrar um estado".
Cortese e Calderini dizem que "embora esta declaração seja apresentada como uma expressão de suas reservas pessoais, suspeita-se que ela tenha sido de fato construída por Umara como uma maneira para elogiar sua modéstia, mostrando sua relutância em ser lançada no centro das atenções". Umara também pode ter se sentido desconfortável com essa inversão de papéis de gênero e precisou encontrar uma racionalização culturalmente aceitável para isso.
Na prática, se a descrição de Umara sobre sua relutância é verdadeira ou não, Arwa parece ter "poucos, se houver, escrúpulos sobre seu gênero ou a extensão de sua autoridade política". Pouco depois de se tornar regente, Arwa tomou duas decisões importantes. A primeira foi mudar a capital de Saná para Jibla, mais ao sul. Esse decisão teria sido por razões médicas em nome de Ahmad. Muito provavelmente, no entanto, a decisão de se mudar foi tomada porque os sulaídas queriam uma capital melhor do que Sanaã, "onde a autoridade sulaída estava corroendo".
Arwa marchou pessoalmente à frente de um exército para Jibla, onde ampliou a cidade e supervisionou pessoalmente a construção do novo palácio de Dar al-'Izz. Ela residiria em Jibla a maior parte do ano, enquanto al-Mukarram residia na cidadela próxima de al-Ta'kar.
A segunda decisão foi uma ação ousada para obter a proclamação do khutbah em seu nome, seguido daquele do califa e de seu marido. Esta foi a primeira vez que um khutbah foi proclamado em nome de uma mulher. Em contraste com sua sogra, a rainha Asma, Arwa não aparecia sem véu quando participava de conselhos, como Asma tinha feito. A razão para isso era porque ela era muito mais jovem que sua sogra, e teria sido muito mais escandaloso no caso dela seguir esse exemplo. No entanto, embora ela usasse o véu, ela ainda frequentava os conselhos estaduais pessoalmente e, portanto, misturada com homens, e se recusava a realizar as reuniões escondida atrás de um biombo.
Em 1075 ela se ergueu contra o líder najaída Sa'id al-Ahwal, levando à "mãe de todas as batalhas", como Umara descreveu. Os najaídas foram destruídos e Arwa exibiu a cabeça de Sa'id pela janela de seu quarto no palácio de Jibla. Isso foi tanto para vingar a morte de Ali quanto para "mostrar sua força e determinação internamente, além de eliminar os najaídas nos territórios ocidentais".
A extensa correspondência de Arwa com a chancelaria fatímida é atestada pela primeira vez durante este período, na forma de três sigillions endereçados a ela entre 1078 e 1080. O primeiro é datado de agosto de 1078, o segundo de abril de 1080 e o terceiro não tem data, mas provavelmente é de 1080. Outro sigillion foi enviado para Arwa pela rainha-mãe fatímida, Rasad, em 1078. O sigillion não chama de Arwa de "rainha", mas lhe confere títulos extensos como "comandante em chefe dos fiéis". O primeiro e o terceiro não mencionam Ahmad, o governante nominal, indicando que os fatímidas neste momento reconheciam Arwa como a soberana "de fato" sobre o Iêmen.
Membros importantes da administração de Arwa em 1070 incluíam o cádi 'Imran al-Yami e Abu al-Futuh ibn As'ad. Sua sogra, 'Amir al-Zawahi, e o primo de seu marido, Saba' ibn Ahmad al-Sulayhi, também tiveram papéis importantes no governo em 1080 não são mencionados antes desta data. Eles provavelmente já eram importantes durante esse período, mas as crônicas simplesmente não os mencionam ainda.

### 1084-1097/8: regente por Abd al-Mustansir e casamento com Saba' ibn Ahmad
Al-Mukarram Ahmad morreu em al-Ta'kar em outubro de 1084, segundo consta o sigillion de al-Mustansir datado de 27 de junho de 1085.. Ele deixou um testamento declarando que seu primo Saba' deveria sucedê-lo. Arwa escondeu a notícia da morte de seu marido e escreveu aos fatímidas para solicitar a nomeação de seu filho de 10 anos, Abd al-Mustansir Ali, como o novo governante oficial da Dinastia Sulaída. A resposta veio em um sigillion datado de julho de 1085 que descreveu Arwa como "aquela de quem o califa dependeria para guardar o dawa e servir lealmente aos assuntos fatímidas". Ocultar a notícia da morte de um governante não foi algo incomum ao longo da história. Era feito para tentar evitar uma crise política sobre a sucessão.
Este foi um período de transição bastante precário, e alguns líderes tribais aproveitaram a oportunidade para desafiar a autoridade de Arwa. Áden e outras áreas novamente se separaram do domínio sulaída. Este período testemunhou a mais intensa correspondência entre os fatímidas e os sulaídas, com até 11 sigillions enviados sobre a sucessão de Abd al-Mustansir.
É por volta dessa época que o califa fatímida assinou um decreto que eleva Arwa ao status de hujja, o posto mais alto na hierarquia ismaelita depois do próprio califa. O decreto original não existe mais, apenas uma citação sobre ele sobreviveu nos escritos de Idris Imad al-Din. Dizia-se que Arwa havia recebido esse posto porque ela havia recebido a "sabedoria e ciência do imã" por alguns dos membros mais estimados do da'wah (provavelmente referindo-se a Lamak ibn Malik). Como resultado, ela passou a ser considerada uma figura religiosa modelo, cujo exemplo deveria ser seguido pela comunidade ismaelita.
Se Arwa era hujjah em assuntos religiosos ou apenas uma figura política é uma questão ainda debatida. Husain Hamdani escreve que Arwa recebeu total autoridade sobre assuntos espirituais e políticos, enquanto Delia Cortese e Simonetta Calderini dizem que a decisão de al-Mustansir deve ter sido baseada em bases teológicas sólidas. Por outro lado, Samer Traboulsi argumenta que seu papel como hujjah era essencialmente simbólico e que ela não teve nenhum papel na execução da dawa no Iêmen, tendo sido feito por Lamak ibn Malik.
Não há nenhuma evidência de que as mulheres foram realmente autorizadas a ocupar qualquer posição dentro da dawa fora deste caso único. Sua nomeação foi mais política que religiosa, e foi motivada pelos fatímidas que queriam promover a estabilidade na região ao autorizar Arwa (que já era uma figura política experiente) a ostentar o título. Abbas Hamdani também diz que a "autoridade institucional de Arwa também estava mais concentrada no contexto temporal", e Farhad Daftary diz que "o termo 'hujjah' também foi usado em um sentido mais limitado".
Qualquer que fosse a natureza exata de seu título de hujjah, Arwa agora governava o Iêmen como regente de seu filho Abd al-Mustansir, com Lamak encarregado de administrar o dawa. Ela também autorizou Saba', que detinha o título de amir al-ajall (nobre amir), para supervisionar a segurança do estado sulaída. Ela também o encarregou da educação de seus filhos.
Saba' fracassou em sua nova tarefa como líder militar e seu exército foi derrotado em 1086 por uma coalizão do najaída-zaidita. Não muito depois dessa derrota, o padrasto de Arwa, 'Amir ibn Sulayman al-Zawahi, revoltou-se contra Saba'. As fontes não revelam as causas desse conflito, mas provavelmente era sobre o controle do estado sulaída, já que, como mulher, Arwa era vista como incapaz de governar.
Arwa enviou uma carta a al-Mustansir explicando a situação precária no Iêmen. Sua carta não sobreviveu, mas o sigillion que al-Mustansir enviou em resposta sim. Nele - o único de seus 66 sigillions a ser dirigido ao público em geral - ele advertiu o povo a obedecer à autoridade de Arwa, porque ele só dera autoridade a ela quando tinha certeza de sua sabedoria e piedade, e desobedecê-la era desobedecer ao próprio imã. Logo depois, a guerra civil terminou e Saba' e 'Amir se reconciliaram.
Por volta de 1090, Abd al-Mustansir morreu repentinamente. De acordo com Samer Traboulsi, o filho mais novo de Arwa, Muhammad, já havia morrido pouco antes, deixando Arwa como o único governante. De acordo com Taef El-Azhari, por outro lado, Muhammad teria herdado o trono de seu irmão. De qualquer forma, Saba' começou a exigir seu direito de ser rei neste momento e propôs casamento a Arwa.
De acordo com algumas crônicas, a proposta de Saba' levou a um impasse militar com Arwa, pois ela recusara sua proposta. El-Azhari considera isso "altamente improvável", mas descreve como isso reflete seu poder. O suposto confronto aconteceu quando Saba' dirigiu-se rapidamente para Jibla com seu exército, apenas para ser impedido de entrar no palácio quando chegou. Ele esperou do lado de fora por um tempo, mas acabou percebendo que Arwa não o deixaria se casar com ela, então acabou voltando envergonhado para sua própria fortaleza. De acordo com Abbas Hamdani, Saba' eventualmente "galantemente" retirou sua oferta quando percebeu o quanto Arwa se opunha ao casamento.
Seja essa história verdadeira ou não, a proposta de casamento de Saba' acabou recebendo apoio oficial dos fatímidas. Al-Mustansir deu sua bênção e enviou um ustadh (um alto funcionário da corte) para informar Arwa de suas ordens para que ela se casasse com Saba'. Arwa não teve escolha a não ser obedecer ao comando do imã e concordou. O contrato de casamento foi concluído, mas acredita-se que não tenha sido consumado.
Este evento indica uma mudança nas atitudes fatímidas em relação a Arwa. Após a morte de seus filhos, eles não estavam mais dispostos a apoiá-la - talvez pensassem que uma mulher não deveria ficar no poder por tanto tempo - e planejaram que ela se casasse com um homem, Saba', que então teria poder. Seu casamento com Arwa ajudaria a dar legitimidade ao seu governo entre os sultões locais e xeques tribais.
Al-Mustansir morreu em 1094 sem um sucessor claro, levando a um conflito sobre a sucessão fatímida entre seus filhos Almostali e Nizar. A mãe de al-Musta'li enviou a Arwa um sigillion em 1096, buscando apoio para o governo de seu filho. O próprio Almostali seguiu o exemplo logo depois. Percebendo a força da posição política de al-Musta'li, Arwa pragmaticamente escolheu apoiá-lo. Notavelmente, os fatímidas nunca enviaram nenhum sigillion para Saba', embora ele fosse rei só no nome neste momento, indicando que Arwa ainda detinha o poder real no Iêmen.

### 1097/8-morte de Saba' e 'Amir: governo independente

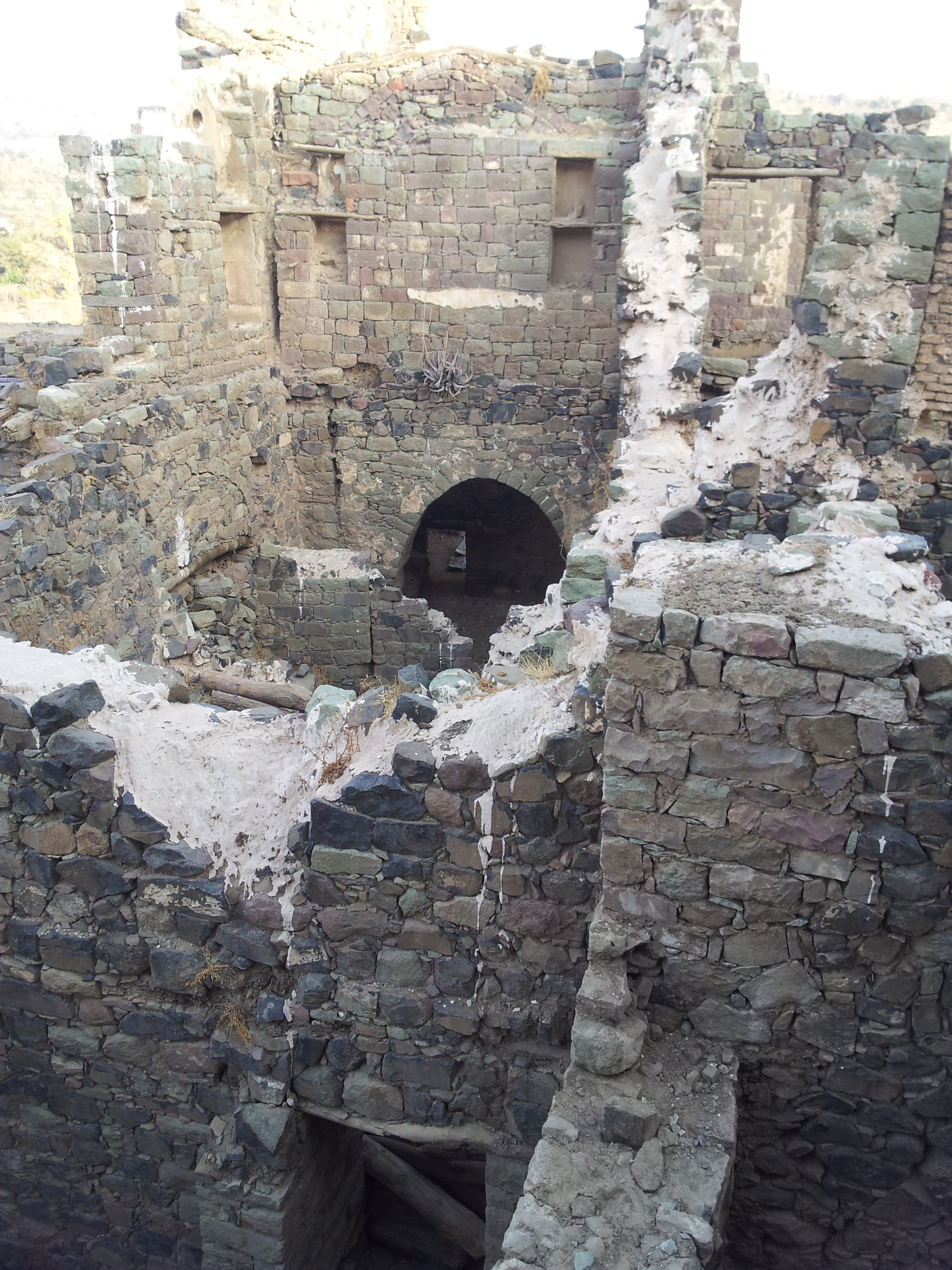
Ruínas do palácio de Arwa al-Sulayhi em Jibla

Saba' morreu em 1098 e 'Amir morreu um ano depois, em 1099. Arwa foi assim libertada de seus dois principais rivais políticos, e agora era a monarca incontestável do Iêmen por direito próprio, sem necessidade de casamento ou filhos. Arwa foi publicamente chamada de "al-malika", ou "rainha" - a primeira vez que isso aconteceu no mundo islâmico. Desta vez, os fatímidas parecem ter aceitado Arwa como soberana. Cronistas como 'Umara al-Yamani ou Idris Imad al-Din nunca mencionam quaisquer decretos fatímidas posteriores expressando que estavam incomodados com a permanência de Arwa no poder dessa maneira, ou que se opunham às suas políticas. De acordo com Taef El-Azhari, a razão de sua aquiescência desta vez é porque eles já estavam preocupados com o cisma de Almostali com os Nizari e, depois de 1097, com a Primeira Cruzada.
No entanto, com as mortes de Saba' e 'Amir - assim como Lamak, que morreu mais ou menos na mesma época - Arwa ficou sem alguns de seus conselheiros mais importantes. Assim ela indicou um amir leal à sua causa, al-Mufaddal ibn Abi'l-Barakat al-Himyari, para substituir Saba' como comandante do Exército e como guardião dos tesouros reais em al-Ta'kar. Al-Mufaddal era inimigo da família de Saba' e pode ter sido responsável por confundir os governantes de Áden e Saná, que romperam com o domínio sulaída.
Al-Mufaddal liderou várias campanhas em todo o Iêmen para restaurar a autoridade de Arwa. Ele foi mais bem sucedido em submeter os zuraídas de Áden, que concordaram em pagar um tributo anual de 50 mil dinares (metade do que haviam pagado anteriormente). Saná, por outro lado, rompeu definitivamente com os hamadânidas, apoiados pela família de cádi 'Imran al-Yami.
O governante de Tihama, Fatik, morreu em 1109. Seu sucessor, al-Mansur, era apenas uma criança, e a região mergulhou na guerra civil. Alguns comandantes locais foram a al-Mufaddal e se ofereceram para pagar um quarto das receitas anuais da Tihama a Arwa como tributo em troca de apoio militar. Em 1110, enquanto al-Mufaddal estava em campanha em Tihama, houve um golpe em al-Ta'kar contra o vice-governador que ele havia nomeado. Liderado por um grupo de juristas sunitas e apoiado pela tribo Khawlan, o golpe conseguiu assumir o controle da cidadela. Al-Mufaddal foi tentar retomar al-Ta'kar, mas morreu no meio do caminho. Quando Arwa soube disso, ela marchou pessoalmente à frente de um exército - uma ocorrência rara até mesmo na atualidade - para al-Ta'kar, onde negociou com os líderes do golpe e trouxe al-Ta'kar de volta ao seu controle com sucesso.
Depois da morte de al-Mufaddal, o controle sulaída sobre o Iêmen enfraqueceu. Áden se rebelou novamente e, a certa altura, até mesmo al-Ta'kar se perdeu novamente por um tempo. Arwa nomeou o primo de al-Mufaddal, As'ad ibn Abi'l-Futuh, para sucedê-lo como vice, mas ele não parece ter sido muito eficaz no cargo. Em 1119, Arwa, agora com 65 anos, escreveu aos fatímidas pedindo ajuda. O vizir fatímida al-Afdal Shahanshah respondeu enviando Ibn al-Muwaffaq ibn Najib al-Dawla, que Arwa nomeou comandante do exército. O objetivo da missão de al-Muwaffaq é alvo de debates. De acordo com Samer Traboulsi, ele foi enviado para trazer Arwa para mais perto do controle fatímida. De acordo com Husain Hamdani, por outro lado, ele havia sido enviado apenas para ajudá-la.
Al-Muwaffaq conseguiu restaurar a autoridade sulaída sobre várias fortificações importantes, mas não conseguiu retomar nenhuma das grandes cidades como Áden, Saná ou Zabide. Em 1123, o novo vizir fatímida, al-Ma'mun, enviou 400 arqueiros armênios e 700 cavaleiros para reforçar suas fileiras. No entanto, os líderes tribais leais a Arwa expressavam "algum desconforto em sua presença".
Enquanto isso, as vitórias de al-Muwaffaq aparentemente inflaram seu ego, e ele tentou dar um golpe contra Arwa e substituí-la como líder - ele achava que ela era "velha e débil mental e precisava renunciar". Arwa rapidamente liderou um contra-ataque e sitiou seus soldados; enquanto isso, ela ordenou que "grandes somas de dinheiro egípcio fossem distribuídas" aos líderes tribais que estavam com más relações com al-Muwaffaq. Ela aparentemente espalhou rumores de que o dinheiro tinha vindo do próprio al-Muwaffaq. Os próprios mercenários de Al-Muwaffaq ficaram chateados e o abandonaram, e ele foi forçado a se submeter a Arwa. Ele foi preso e mantido prisioneiro em Jibla por um período desconhecido.
O califa al-Amir acabou convocando al-Muwaffaq de volta. Arwa enviou al-Muwaffaq de volta ao Egito de barco, em uma gaiola de madeira. No mesmo barco, ela enviou seu secretário de confiança, al-Azdi, como enviado para pedir desculpas ao califa por prender al-Muwaffaq, juntamente com presentes caros. Eles nunca chegaram ao Egito, pois o navio afundou no caminho. Arwa foi acusada de pagar ao capitão do navio para destruí-lo, mas de acordo com Taef El-Azhari isso é improvável porque al-Azdi também estava no barco.

### Política religiosa

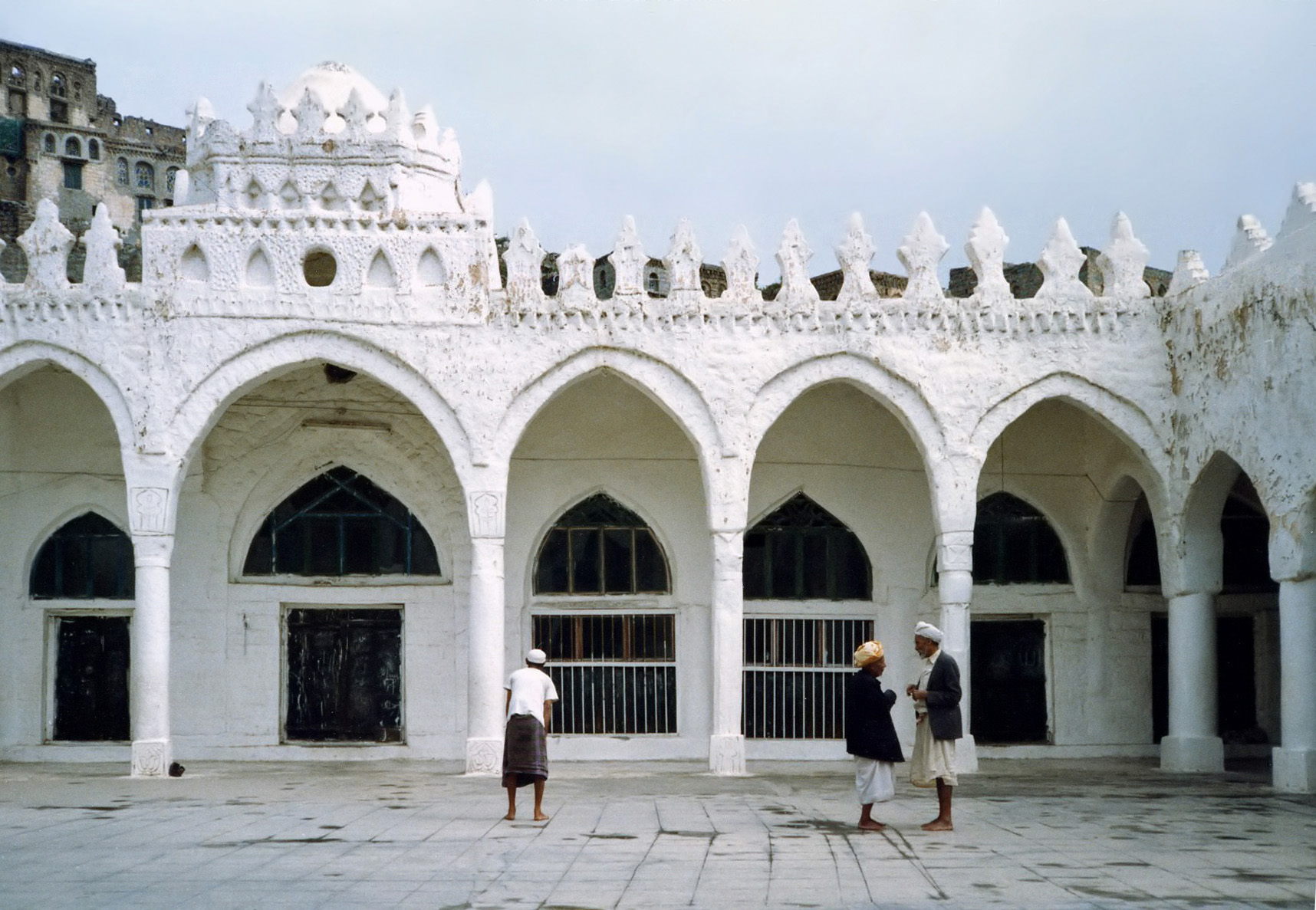
Jardim da Mesquisa Rainha Arwa, em Jibla

Arwa recebeu a honraria mais alta da dawa no Iêmen, o Hujjat, por Almostancir do Cairo em 1084. Esta foi a primeira vez que uma mulher recebeu tal status em toda a história do Islã. Sob seu governo, emissários foram enviados à Índia, onde uma comunidade ismaelita foi fundada em Gujarat na segunda metade do século XI, existindo na atualidade como três comunidades mulçulmandas, os Dawoodi Bohra, os Sulaymani e os Alavi.
No cisma de 1094, Arwa apoiou Almostali para ser o legítimo sucessor de Al-Mustansir Billah. Devido reputação que Arwa foi detinha no Iêmen e na Índia ocidental, os dois lados do cisma seguiram sua indicação de Almostali como o novo califa fatímida. Através do apoio de At-Tayyib Abu'l-Qasim, Arwa se tornou líder de um novo grupo que se tornou conhecido como ismaelismo Tayyibi. Seus inimigos no Iêmen, por sua vez, apoiaram Al-Hafiz, mas não conseguiram remover Arwa do poder.
Os ismaelitas Tayyibis acreditavam que o imã Alamir Biacamilá enviara uma carta a Arwa requisitando que ela nomeass um vice-regente para seu filho, Taiyyab. Seguindo seu desejo, Arwa noemou Zoeb bin Moosa como Da'i al-Mutlaq (missionário absoluto, posto espiritual mais alto e o cargo no ismaelismo Tayyibi) como vice-gerente de At-Tayyib Abu'l-Qasim. A linha de sucessão continua até hoje.
O ismaelismo Hafizi, seguidores de al-Hafiz, era intimamente ligado ao regime fatímida no Cairo e desapareceu logo após o colapso do califado em 1171 e a invasão da dinastia aiúbida no sul da Arábia em 1173. O dawa Taiyabi, iniciado por Arwa, sobreviveu no Iêmen com sua sede permanecendo em Haraz. Devido aos laços entre os sulaídas do Iêmen e do Gujarat, a causa Taiyibi também foi defendida no oeste da Índia.
O fato de Arwa ter sido escolhido como Hujjah exigia explicações teológicas sobre por que o imã escolheria uma mulher para essa posição. Uma fonte bastante citada está em Ghāyat al-Mawālīd, do poeta e teólogo al-Sultan al-Khattab, um dai de alto escalão que desempenhou um importante papel político e militar nos últimos anos do governo de Arwa. Al-Khattab apresentou um argumento original - embora baseado em princípios teológicos ismaelitas existentes - para justificar Arwa neste papel.
Segundo ele, o sexo real de uma pessoa não é determinado pelo "invólucro" corporal que ela tem fisicamente. Em vez disso, seu sexo só pode ser discernido por meio de suas ações. Era possível, então, que existissem pessoas que ocupassem o nível superior, ou "masculino", apesar de terem a forma física de uma mulher; como Fátima ou Cadija.
Assim, segundo ele, era injusto considerar aqueles com um corpo feminino como espiritualmente inferiores. Um dhakar é espiritualmente perfeito e atingiu os níveis mais altos de conhecimento espiritual, enquanto um unthā está em um nível inferior e ainda pode progredir com a ajuda de um dhakar. Uma vez que alcançasse o mais alto nível de conhecimento religioso, ele se tornaria imediatamente um dhakar, mesmo tendo o invólucro corporal de uma mulher. Arwa, ele argumentou, tinha feito exatamente isso desde que al-Mustansir a nomeou como Hujjah porque ela havia alcançado tal nível de sabedoria, então não havia contradição entre seu sexo e sua posição. Al-Khattab disse que uma pessoa deve ser julgada pelo seu conhecimento e não pela aparência física. Al-Khattab estava basicamente afirmando que Arwa era essencialmente masculino.

## Morte e legado
A rainha Arwa morreu em 5 de maio de 1138, em Jibla, aos 90 anos. Ela foi sepultada na mesquita Rainha Arwa, construída por ela mesma em Jibla. Seu túmulo ainda hoje é local de peregrinação para muçulmanos de várias comunidades, tanto locais quanto estrangeiras, nem todas sendo de origem ismaelita. A Universidade Rainha Arwa, em Saná, fundada em 1996, foi nomeada em sua homenagem.
Com sua morte, a dinastia sulaída chegou ao fim. Ainda que alguns membros da dinastia conseguiram se manter no poder em algumas fortalezas pelo Iêmen nas décadas seguintes, eles eram politicamente insignificantes. Toda a sua fortuna foi deixada para os ismaelitas Tayyibis.
Durante sua própria vida, o papel político de Arwa pode ter inspirado outra mulher iemenita, Alam al-Malika, a ascender ao poder como rainha. Alam tinha sido a concubina do governante najaída Mansur até seu assassinato em 1125; ela então governou como regente de seu filho Fatique. Rainhas posteriores no Iêmen também podem ter sido influenciadas pelo legado de Arwa para assumir um papel ativo nos assuntos políticos, como o a rainha-mãe Umm al-Nasir da dinastia aiúbida, em 1215 e a princesa al-Dar al-Shamsi (? - 1295), da dinastia raçúlida, que defendeu a capital Zabide depois da morte de seu pai, al-Mansur Umar, e coroada rainha por seu irmão, al-Muzaffar Yusuf I.
Fatema Mernissi lamentou que Arwa, junto com sua sogra Asma, tenha permanecido obscura tanto no mundo muçulmano quanto para os estudiosos ocidentais. Samer Traboulsi observa que, como uma mulher ismaelita do Iêmen, Arwa era uma figura "triplamente marginalizada" que foi negligenciada pelos historiadores muçulmanos; e que se não fosse pelo saque de Meca por Ali, o mundo islâmico medieval nem teria ouvido falar dos sulaídas.

## Personalidade
Fontes históricas "são unânimes em seus elogios" à inteligência, carisma e perspicácia política de Arwa. Idris Imadadim, por exemplo, a descreveu como "uma mulher piedosa, de grande integridade e excelência, inteligência e erudição perfeitas, superando até os homens". Umara a descreve como "bem culta e, além do dom da escrita, [ela] possuía uma memória prodigosa para armazenar a cronologia do tempo passado". Ele também descreveu seu conhecimento do Alcorão, sua memória para a poesia e história e sua habilidade em comentar e interpretar textos.
Fontes históricas também descrevem sua aparência física, embora Shahla Haeri se pergunte se tantas pessoas a teriam visto pessoalmente. Umara a descreveu como "de pele clara avermelhada; alta, bem proporcionada, mas inclinada à robustez, perfeita em beleza de traços, com uma voz clara". De acordo com Haeri, esses relatos teriam se baseado fortemente na tradição oral; El-Azhari diz que estes "são baseados em seu status posterior, elogiando assim sua personalidade e amplo conhecimento, mas sem fornecer mais detalhes".